# Herluin de Conteville
Herluin von Conteville († wohl 1066) war ein normannischer Adliger, Vater von Odo von Bayeux und Robert von Mortain sowie Stiefvater Wilhelms des Eroberers. Sein Vater war vermutlich Johann von Conteville. Herluin wird ab 1059 als Vicomte de Conteville genannt.Herluin entstammte vermutlich einer kleinadeligen Familie aus Conteville in der Normandie. Durch die Heirat mit Herleva, der Mutter Wilhelms des Eroberers, wurde er Teil des erweiterten anglonormannischen Hochadels.
Er war der Freund und Vasall des normannischen Herzogs Robert I. Dieser überredete Herluin, Herleva zu heiraten, mit der Robert zuvor eine Friedelehe geführt hatte, aus der zwei Kinder hervorgingen: Wilhelm, der spätere Herzog von Normandie und König von England, und Adelheid. Herluin heiratete Herleva zwischen 1029 und 1035. Das Paar hatte zahlreiche Kinder, darunter auch Odo von Bayeux, einen der einflussreichsten Berater seines Halbbruders Wilhelm und später der reichste Mann Englands.
Herluin gründete nach 1050 die Abtei Grestain, wo er auch begraben wurde und die zur Grablege der meisten seiner Nachkommen der nächsten Generationen wurde.

## Nachkommen
Aus seiner Ehe mit Herleva:
1. Odo, * wohl 1030; † 2., 4. oder 6. Januar 1097 in Palermo, 1050/97 Bischof von Bayeux, 1067 Earl of Kent, 1067 und 1070 Regent von England, 1082/87 gefangen, 1088 in England geächtet, begraben in der Kathedrale von Palermo
2. Robert, * nach 1040; † 8. Dezember wohl 1091, 1063 Graf von Mortain, 1066 Teilnehmer an der Schlacht von Hastings, Earl of Cornwall, begraben in Grestain; ⚭ I vor 1066 Mathilde de Montgommery; † wohl 1085, Tochter von Roger II., Herr von Montgommery, Vicomte d’Hiémois, 1. Earl of Shrewsbury; ⚭ II Almodis, 1088 bezeugt
3. Emma; ⚭ Richard Le Goz, Vizegraf von Avranches, † 1082

Aus seiner zweiten Ehe mit Fredesinde:
1. Raoul, † nach 1089, 1086 de Conteville
2. Jean, 1089 bezeugt

Darüber hinaus hatte Herluin eine weitere Tochter, bei der nur vermutet werden kann, dass sie aus der zweiten Ehe stammt, und deren Vorname nicht bekannt ist. Sie heiratete Guillaume, Herr von La Ferté-Macé, 1053 bezeugt.
Schließlich wird ihm eine Tochter Muriel zugeschrieben, die Yon al Chapel heiratete.